# SF tubii

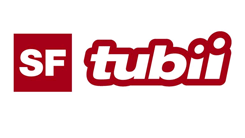
Logo von SF tubii

Vom 1. Januar 2007 bis zum 29. August 2010 war SF tubii das Programmfenster für Kinder vom Schweizer Fernsehen. Die Vorgänger waren Junior und Nickelodeon Schweiz. Am 30. August 2010 wurde tubii durch das neue trimediale Kinderprogramm Zambo ersetzt.
Während der Sendezeiten von 11 bis 14 Uhr an Werktagen und 7 bis 10 Uhr an Wochenenden wurden vor allem Zeichentrickserien oder Realfilmserien ausgestrahlt. An Wochenenden wurde das Programm manchmal wegen sportlicher Ereignisse unterbrochen.

## Sendungen

### Eigenproduktionen
SF tubii produzierte keine eigenen Zeichentrick- oder Realfilmserien, sondern bezog diese von anderen Ablegern wie der Walt Disney Company oder Nickelodeon. Der Sender führte jedoch über das Programm verteilt kurze Live-Shows durch.
- Trash up
- Das Adventure Camp
- Die Gameshow
- SMS Galaxy

### Programm
- Pitt & Kantrop
- Die Jagd nach dem Kju Wang
- Woofy
- Pingu
- Ted Sieger's Molly Monster
- Au Schwarte!
- Trickbox
- Jackie Chan
- Die Zauberer vom Waverly Place
- Hotel Zack & Cody
- iCarly
- Chline Vampir
- Istorgina
- SpongeBob Schwammkopf
- Disney Phineas und Ferb
- Disneys Kim Possible
- Die Beute des Jägers
- Hannah Montana
- Avatar – Der Herr der Elemente
- Braceface – Alles klar, Sharon Spitz?
- Wickie und die starken Männer
- Papa Löwe und seine glücklichen Kinder
- De chli rot Traktor
- Wow Wow Wubbzy
- Johnny Test
- Kati und Mim-Mim